# Iluminación low-key

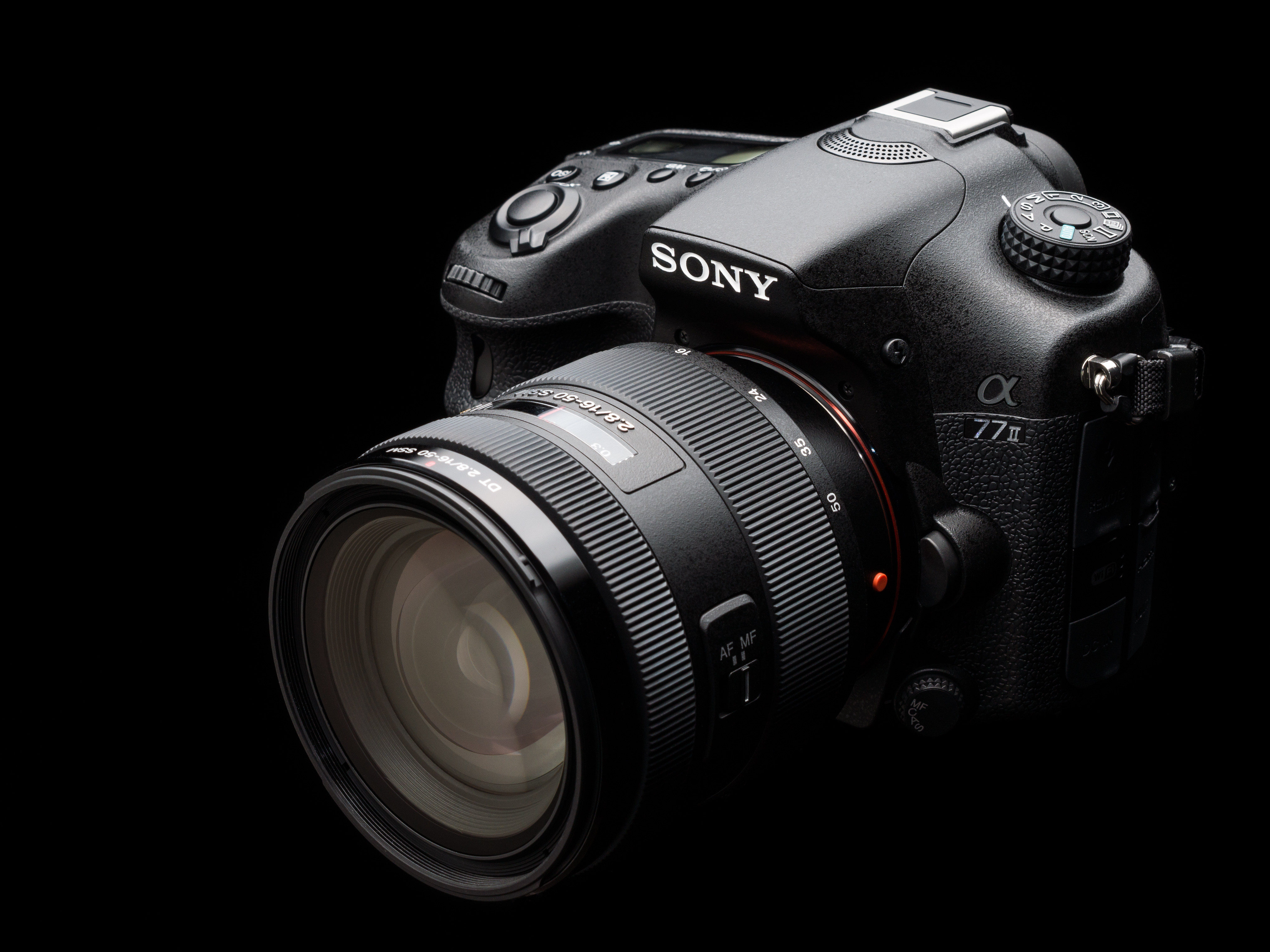
La iluminación low-key se utiliza a menudo en publicidad de productos. Esta cámara está iluminada por una soft box ubicada arriba, con un reflector blanco en la parte frontal izquierda

La iluminación low-key (palabra del inglés que puede traducirse como 'suave' o 'discreta'; también traducible como 'de clave baja') es un estilo de iluminación en fotografía, cine o televisión. Constituye un elemento necesario para crear un efecto de claroscuro. La  iluminación fotográfica tradicional (o iluminación de tres puntos) utiliza una luz clave (o principal; en inglés key light), una luz de relleno y una contraluz para iluminar una escena. La iluminación low-key a menudo usa solo una luz clave, controlada opcionalmente con una luz de relleno o un reflector simple.
La iluminación low-key acentúa los contornos del sujeto poniendo áreas a la sombra, en tanto que una luz de relleno o un reflector pueden iluminar las áreas de sombra para así controlar el contraste. La fuerza relativa de la luz clave a la de relleno, conocida como la proporción de iluminación, puede medirse por medio de un exposímetro. La iluminación low-key tiene una proporción de iluminación más alta, por ejemplo, 8:1, comparada con la iluminación high-key, que puede acercarse a 1:1.

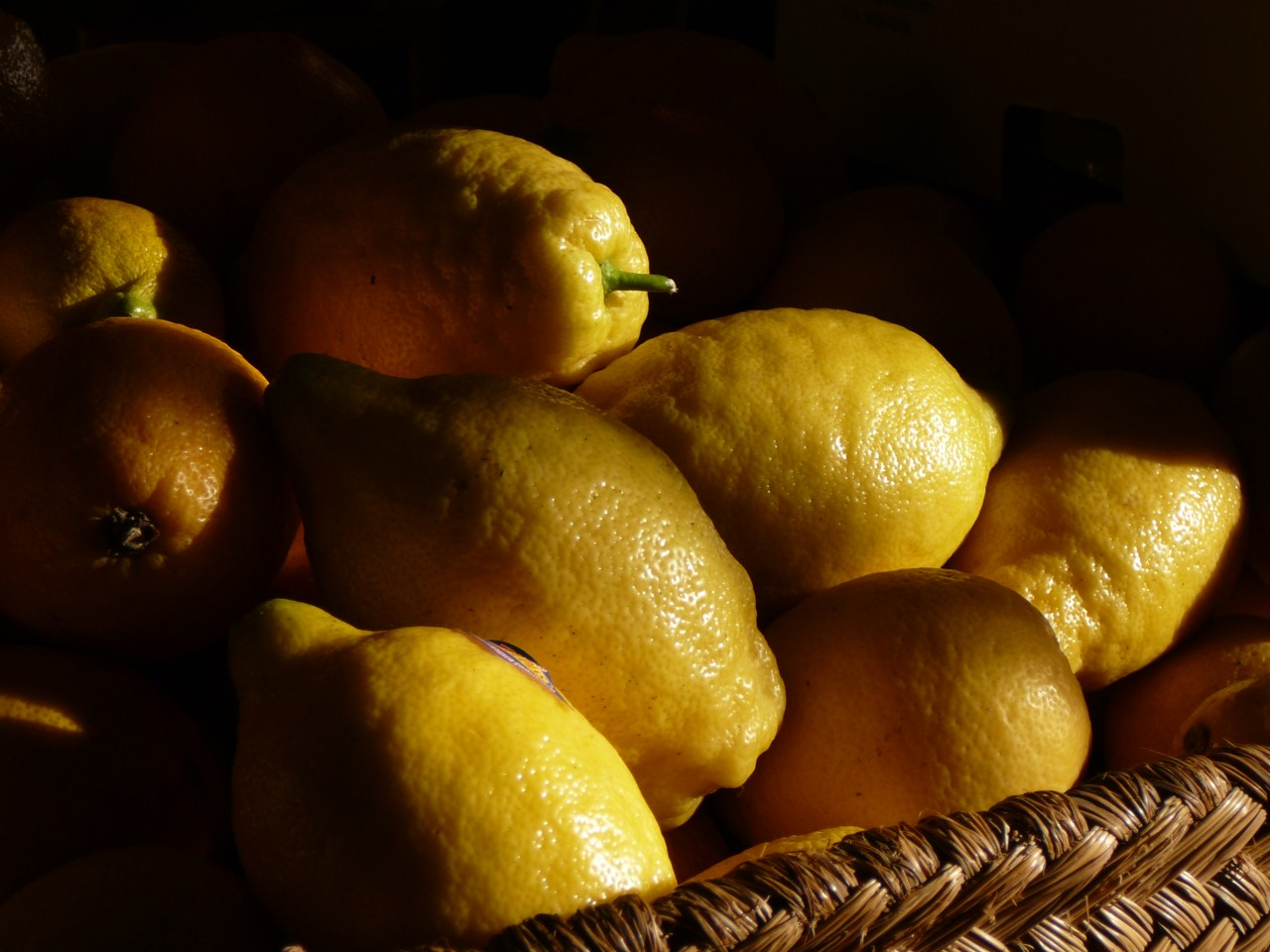
La iluminación low-key también se puede utilizar en la fotografía en color.

El término «low key» también se emplea en cinematografía y fotografía para referirse a cualquier escena con una proporción de iluminación alta, especialmente si hay un predominio de áreas sombreadas. Esto tiende a aumentar la sensación de alienación que siente un espectador o espectadora, y de allí que se suela utilizar en dramas oscuros o thrillers, en el cine negro y en los géneros de terror. La iluminación low-key también se asocia con el expresionismo alemán.